# Villa Rustica (Oftersheim)
Die Villa Rustica bei Oftersheim im Rhein-Neckar-Kreis in Baden-Württemberg wurde in den Jahren 1964 bis 1965 zum Teil archäologisch untersucht. Dabei kamen mehrere Mauern, diverse Kleinfunde und vor allem die Reste von Wandmalereien zu Tage. Bei den Ausgrabungen wurden 27 Schnitte angelegt, die sich auf ein Gebiet von etwa 70 zu 40 m Größe verteilen. Durch das Ausheben von nur etwa zwei Meter breiten, aber längeren Gräben wurden zahlreiche Mauern der Villa rustica erfasst, allerdings wurden keine größeren Flächen ausgegraben, so dass kein Gesamtgrundriss der Anlage gewonnen werden konnte.
Der Bau war vom ersten nachchristlichen Jahrhundert bis etwa 260 n. Chr. bewohnt. Diverse Räume hatten Hypokausten. Es gab einen Keller. Es fanden sich Fragmente von Säulen. Zahlreiche Belege von Fensterglas zeigen, dass ein Großteil der Fenster verglast war. Zu den weiteren Funden gehören vor allem Keramik, Fragmente von Glasgefäßen, Metallteile von Möbeln, aber auch Schmuck wie Fibeln. Vier Münzen kamen zu Tage. Die letzte von ihnen datiert unter Caracalla (regierte 211 bis 217 n. Chr.). Ziegel stammen aus der Werkstatt des P. Attius Rufinus, die in Neuenheim operierte. Zu den besonderen Funden gehören die Fragmente von Wandmalereien zweier Räume. Die sogenannte rote Wand (eine Wand wurde exemplarisch zeichnerisch rekonstruiert, in der Realität handelt es sich um die Reste von vier Wänden) bestand aus roten Feldern mit schwarzen Zwischenfeldern, in denen Kandelaber gemalt waren. Die weiße Wand zeigt größere Felder in Abwechselung zu schmaleren Feldern, in denen sich wiederum gemalte Kandelaber befanden. Die Malereien datieren in das Ende des ersten oder den Beginn des 2. Jahrhunderts n. Chr. Sie fanden sich in sekundärer Lage, sind also bereits in der Antike von der Wand genommen und als Bauschutt vergraben worden.
Es fanden sich insgesamt 1142 Tierknochen. Ein Großteil gehört zu Haustieren. Rinderknochen sind am besten belegt (mindestens 10 Tiere), gefolgt von Schwein (18 Tiere) Schaf/Ziege (16 Tiere), Pferde- und Hundeknochen sind ebenfalls bezeugt. Ein einzelner Knochen gehört zu einer Katze. Daneben sind die folgenden Tiere bezeugt: Hühner, Enten, Tauben, Waldschnepfen, Weinbergschnecken und Mollusken.
Im Gemeinde- und Forstmuseum Oftersheim ist ein Raum den Funden aus der Villa gewidmet.